# 妖夜迴廊
《妖夜迴廊》，是2003年出品的一部香港電影，由李志超將自己在《明報》刊載的小說《夜迴廊》改編，並親自執導成電影。吳彥祖投資、演出及監製，純光影藝術機構出品。

## 劇情
旅英學習攝影的藝術家袁森，性格內向孤僻，自幼喪父，其父是因見母親與人通姦憤而自殺。一日，袁森得孖生弟弟阿洪託夢，夢境中阿洪被一利爪似的猛獸襲擊後離奇死亡，袁森遂決定回港調查真相。可是真相愈查愈迷離，母親再婚，神經錯亂，唯一線索，只有亡弟遺下的一本禁書。勾起了他昔日遭襲男校長性侵，童黨大哥史雲生如何控制他，以及違返承諾沒有接濟濟生兄弟的回憶。之後，袁森重遇舊男友史雲生，史雲生已貴為流行歌手，袁森的慾念更一發不可收拾，色慾滋長下對史雲生幻想而自瀆和跟蹤他，欲斷難斷，其後並認識了亡弟的女友秀冰，更遭受其色誘，一切儼如撒旦的召喚，妖冶迷離的誘惑將袁森一步步推向魔鬼的陷阱。

## 演員
- 吳彥祖
- 史達偉
- 惠英紅
- Anthony Fernandez
- 高雄
- 曾楚新
- 谷峰
- 蔣怡
- 吳鎮宇
- 張蔚華
- 李志超

## 製作團隊
- 錄音 	譚德榮
- 美術 	張世宏
- 燈光 	陳漢宋
- 化妝 	賴家碧
- 道具	馮志成
- 片頭設計 李志超
- 執行監製 曹煒然
- 混音 	幻聲錄音室、Bobmoog
- 副導演 錢江漢、張蔚華
- 劇照 張蔚華
- 髮型 	鄺耀忠

## 獎項
| 獎項         | 獎項       | 受獎者 | 階段／結果 |
| ------------ | ---------- | ------ | ---------- |
| 第40屆金馬獎 | 最佳男主角 | 吳彥祖 | 提名       |
| 第40屆金馬獎 | 最佳女配角 | 惠英紅 | 提名       |